# Vattenfall Cyclassics 2013

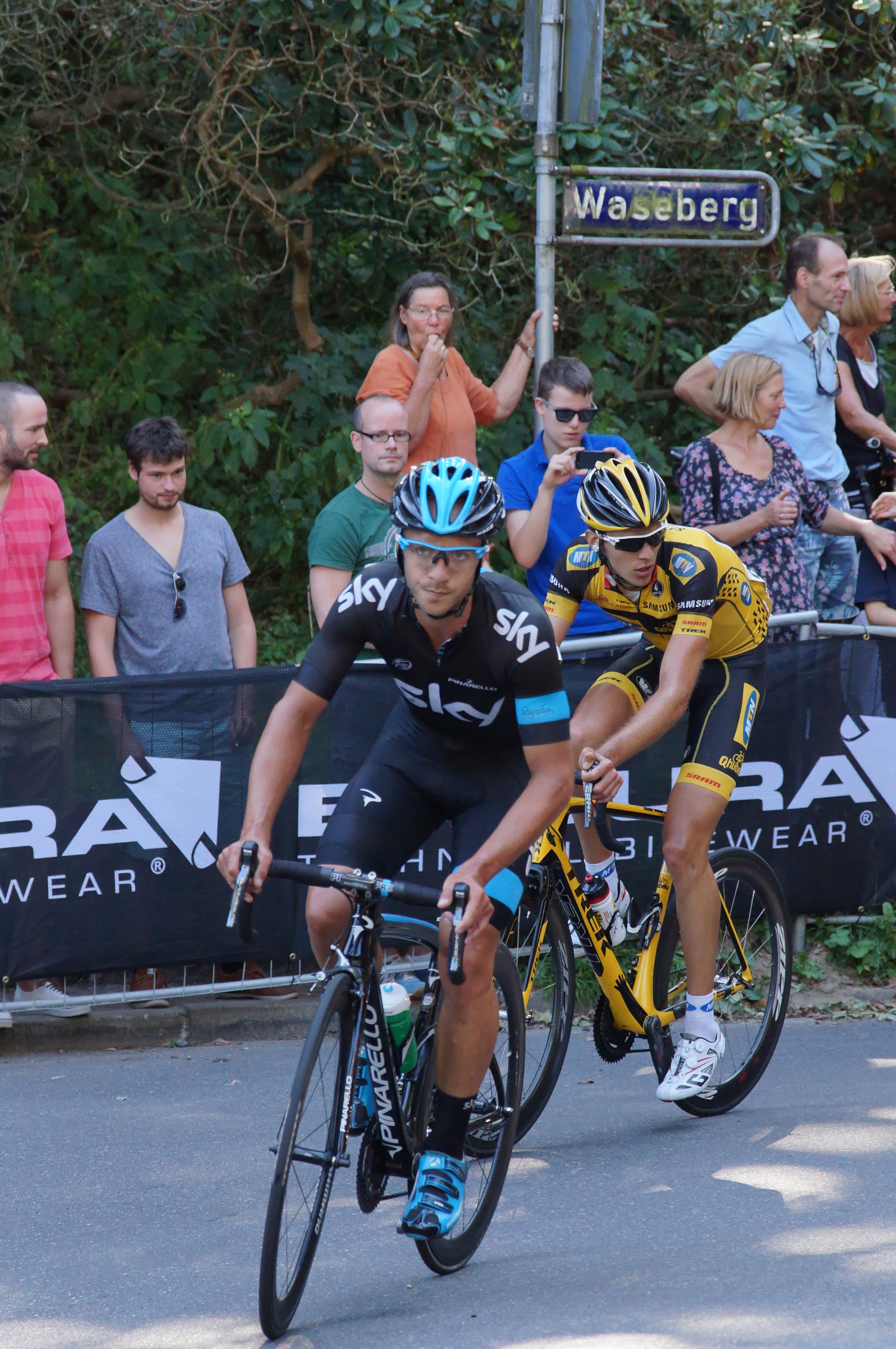
Vattenfall Cyclassics 2013

La Vattenfall Cyclassics 2013 se disputó el domingo 25 de agosto de dicho año. Tuvo un trazado de 247 km con salida y meta en la ciudad alemana de Hamburgo.
La carrera formó parte del UCI WorldTour 2013. 
Tomaron parte en al carrera 21 equipos: los 19 equipos de categoría UCI ProTeam (al ser obligada su participación); más 2 de categoría Profesional Continental (Team NetApp-Endura y MTN Qhubeka). Formando así un pelotón de 164 ciclistas, con 8 corredores cada equipo (excepto el Sky, BMC Racing, Cannondale y Ag2r La Mondiale) que salieron con 7, de los que acabaron 149.
El ganador final fue John Degenkolb tras imponerse al sprint a André Greipel (de nuevo segundo) y Alexander Kristoff respectivamente.

## Clasificación final
| \| Posición \| Ciclista \| Equipo \| Tiempo \| \| -------- \| ------------------ \| ----------------------- \| --------------- \| \| 1. \| John Degenkolb \| Argos-Shimano \| 5 h 45 min 15 s \| \| 2. \| André Greipel \| Lotto-Belisol \| m.t. \| \| 3. \| Alexander Kristoff \| Katusha \| m.t. \| \| 4. \| José Joaquín Rojas \| Movistar \| m.t. \| \| 5. \| Elia Viviani \| Cannondale \| m.t. \| \| 6. \| Boy van Poppel \| Vacansoleil-DCM \| m.t. \| \| 7. \| Nikolas Maes \| Omega Pharma-Quick Step \| m.t. \| \| 8. \| Thor Hushovd \| BMC Racing \| m.t. \| \| 9. \| Matti Breschel \| Saxo-Tinkoff \| m.t. \| \| 10. \| Arnaud Démare \| FDJ.fr \| m.t. \| |                    |                         |                 |
| Posición | Ciclista           | Equipo                  | Tiempo          |
| 1. | John Degenkolb     | Argos-Shimano           | 5 h 45 min 15 s |
| 2. | André Greipel      | Lotto-Belisol           | m.t.            |
| 3. | Alexander Kristoff | Katusha                 | m.t.            |
| 4. | José Joaquín Rojas | Movistar                | m.t.            |
| 5. | Elia Viviani       | Cannondale              | m.t.            |
| 6. | Boy van Poppel     | Vacansoleil-DCM         | m.t.            |
| 7. | Nikolas Maes       | Omega Pharma-Quick Step | m.t.            |
| 8. | Thor Hushovd       | BMC Racing              | m.t.            |
| 9. | Matti Breschel     | Saxo-Tinkoff            | m.t.            |
| 10. | Arnaud Démare      | FDJ.fr                  | m.t.            |